# Троянув (Лодзинське воєводство)
Троянув (пол. Trojanów) — село в Польщі, у гміні Славно Опочинського повіту Лодзинського воєводства.
Населення — 98 осіб (2011).
У 1975-1998 роках село належало до Пйотрковського воєводства.

## Демографія
Демографічна структура станом на 31 березня 2011 року:
|          | Загалом | Допрацездатний вік | Працездатний вік | Постпрацездатний вік |
| -------- | ------- | ------------------ | ---------------- | -------------------- |
| Чоловіки | 43      | 6                  | 30               | 7                    |
| Жінки    | 55      | 19                 | 25               | 11                   |
| Разом    | 98      | 25                 | 55               | 18                   |